# Constituciones de la Compañía de Jesús

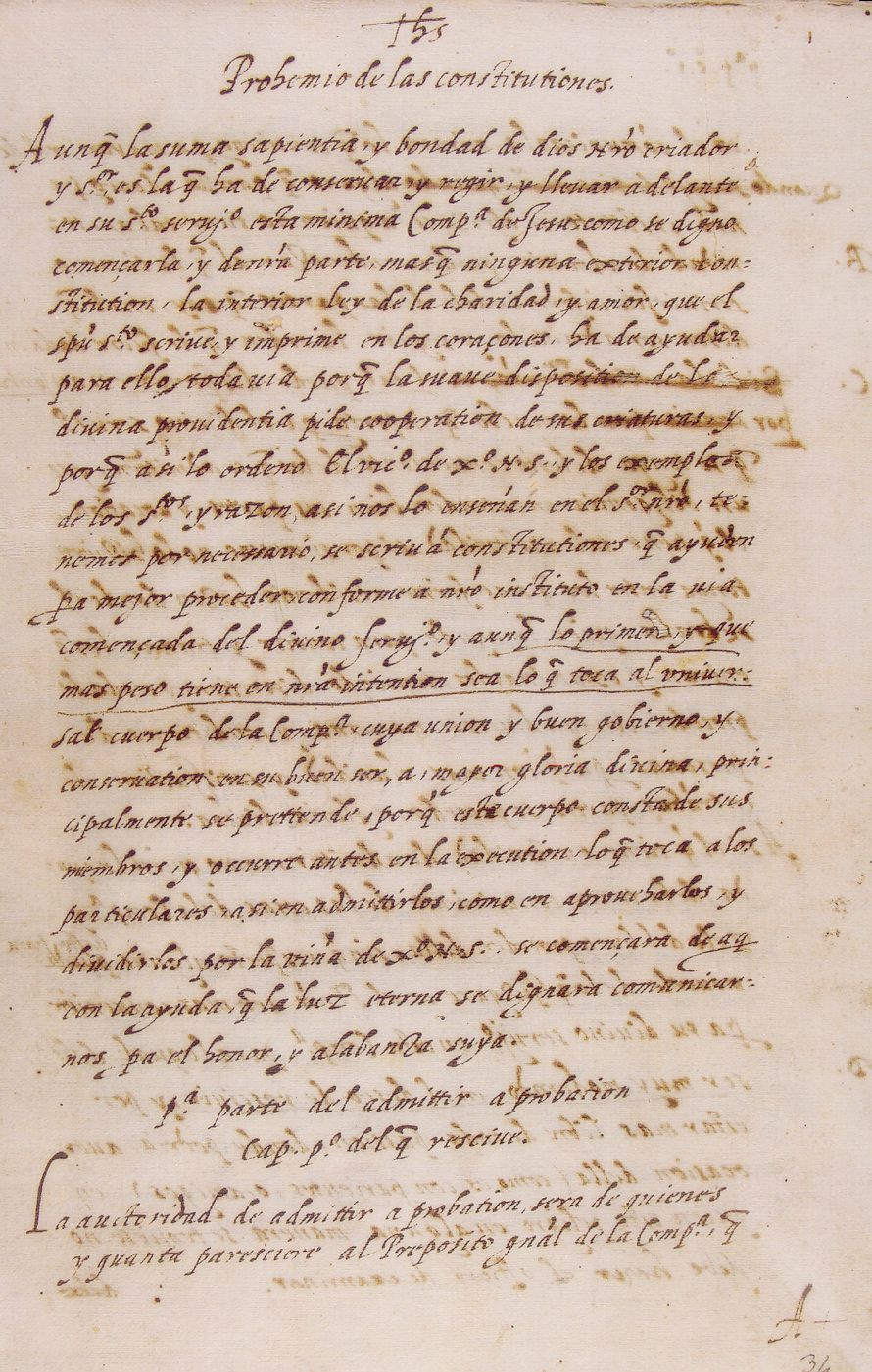
El preámbulo de las Constituciones (de la mano de San Ignacio).

Las Constituciones de la Compañía de Jesús son el conjunto de textos que reglamentan la organización y las misiones de la Compañía de Jesús. Fueron desarrollados por Ignacio de Loyola y los fundadores de la orden en el siglo XVI y publicado en julio de 1556. Este texto, aún vigente, fue revisado y adaptado por el XXXIV Congregación General de la Orden en 1995.
Además, los principios fundacionales de la Orden aparecen en la bula Exposcit Debitum del papa Julio III promulgada el 21 de julio de 1550, considerada la carta fundacional de los jesuitas.

## Las Constituciones de 1556

### Desarrollo del texto
Ignacio de Loyola y sus primeros compañeros, después de haber pronunciado sus votos en Montmartre el 15 de agosto de 1534, al no poder embarcar hacia Tierra Santa como era su propósito inicial, se comprometieron a crear una nueva institución eclesial puesta a disposición del papa Paulo III.
De marzo a junio de 1539 en Roma, según las actas escritas por Pedro Fabro, primer compañero de Ignacio, el pequeño grupo de los primeros jesuitas debatió sobre la forma en la que debían actuar, el deber de obediencia, la cohesión del grupo mientras la actividad misionera dispersa a los jesuitas, el papel en la educación... En agosto de 1539, Ignacio, Codure y Fabro escribieron la prima Societatis Jesu instituti summa, esbozando las Constituciones de la Compañía con algunos puntos fuertes: la obediencia a un funcionario general, la exaltación de la pobreza, el rechazo del ceremonial monástico y, en particular, de la oración y las mortificaciones colectivas.
Estas primeras decisiones de los jesuitas forman la esencia de la bula Regimini militis ecclesiae, decretada por Paulo III el 27 de septiembre de 1540, creando la nueva Orden religiosa, “La Compañía de Jesús”, y autorizando a su prepósito general a establecer Constituciones originales desarrollando la «declaración» de la bula papal.
Una vez logrado el reconocimiento por parte de las autoridades de la Iglesia, elegido Ignacio en abril de 1541 como primer superior general, la necesidad de unas Constituciones surgió de la determinación del grupo de «diseminarse» por todo el mundo (Constituciones n 603) al tiempo que proporciona los medios para mantener durante esta dispersión la unidad de la comunidad.
Un primer borrador se publicó en 1541. Fue revisado y enriquecidoa lo largo de los primeros años de actividad. En 1544 y 1545 se formularon las Constituciones relativas a los compañeros enviados a las misiones (cf. 7 parte), y de 1540 a 1550 se escribieron tres ensayos sobre Constituciones para los colegios ( cf. 4 parte).
En 1547, Juan de Polanco se convirtió en su secretario y, con su ayuda, Ignacio elaboró un primer borrador de las Constituciones entre 1547 y 1550; las Constituciones y Declaraciones se reprodujeron en una versión estructurada que dio lugar al «texto A»-, al mismo tiempo que solicitaba la aprobación papal para producir una nueva edición de la Formula Instituti. El papa Julio III lo aceptó con la bula Exposcit debitum, 21 de julio de 1550.
Al mismo tiempo, un número significativo de jesuitas revisó el primer texto, aunque propusieron pocos cambios, la siguiente versión producida por Ignacio en 1552 fue bastante diferente. Corregido por Ignacio y sus colaboradores, resultó en el «texto B» de 31 de julio de 1556. Esta versión se publica y se convierte en norma en la Compañía. Ignacio introdujo ligeras enmiendas hasta su muerte.
Esta es la edición aún vigente. Pero la versión definitiva en latín no apareció hasta 1594 durante la V Congregación General.

### Originalidad de las Constituciones jesuitas
Las Constituciones están marcadas sobre todo por la impronta de Ignacio de Loyola, la espiritualidad ignaciana y las problemáticas y mentalidad de la Iglesia católica en el siglo XVI.
Se diferencian de los pedidos creados anteriormente en muchos puntos:
1. El voto de no aceptar dignidades eclesiásticas;
2. Formación inicial más larga. El noviciado se prolonga de uno a dos años, con un tercer año, normalmente después del sacerdocio. También se admiten candidatos con votos simples, aunque los solemnes llegan mucho más tarde;
3. La Compañía no organiza un coro;
4. Los jesuitas no visten hábitos religiosos distintivos;
5. Los jesuitas no aceptan la dirección de conventos;
6. La Compañía no se rige por un capítulo trienal regular;
7. Esta es la primera vez que una orden ha emprendido oficialmente y en virtud de sus Constituciones trabaja en nuevas direcciones como:
  - misiones extranjeras, a discreción del Papa,
  - educación de los jóvenes,
  - la educación de los pobres,
  - ayuda a los enfermos, a los presos , etc.

Es evidente que Ignacio había adquirido un buen conocimiento de los principios organizativos de otras órdenes, particularmente en los años 1541-1547, cuando estuvo bastante cerca de otros religiosos de todos los orígenes en Roma. Pero, por los testimonios de quienes le ayudaron en aquella época, dicen que finalizó los textos, sin hacer referencia a otras fuentes que el Misal y sus propias vivencias y deseos.

### Constituciones y Declaraciones
Las Constituciones explican las bulas de 1540 y 1550. Las divisiones del texto en Constituciones (A) y Declaraciones (B) responden en realidad a la distinción entre el artículo estrictamente constitucional (A) y aquel que aclara sus causas, especifica sus efectos o lo modula en su contexto. El objetivo es a menudo dar el espíritu, luego insistir en algunos puntos particulares que podrían causar dificultades y así permitir la adaptación a cada lugar diferente del mundo.

### Plan de las Constituciones
Tiene por objeto su incorporación en el cuerpo de la Compañía.
El Examen general es el preámbulo de apertura a las diez partes. Condiciona las posibilidades o no de la continuación.
Sigue los tres etapas: probación, admisión, misión en las partes I a V. Desde la parte VI, el cuerpo alcanza una respiración madura y se eterniza: es el momento en que se regulan los usos de la muerte en la Compañía. Es revisado por la parte VII a través del acceso al reino del mundo, que supone la figura de la resurrección.
La parte IX trata de quienes están al frente del gobierno o tienen responsabilidad sobre él. La parte X abraza el conjunto con la figura y perfil del prepósito general.

## El texto revisado de 1995
En 1983 apareció en la Iglesia Católica un nuevo Código de Derecho Canónico que exigía una adaptación del derecho de la orden. La XXXIII Congregación General encargada de la asistencia general a partir de los trabajos de renovación realizados durante las XXXI (1965-1966, con ocasión del Concilio Vaticano II) y XXXII Congregación General (1974-1975).
El proyecto consiste en revisar las Constituciones y producir una formulación estructurada y normativa, despojándolas de elementos obsoletos o formalmente derogados y habiendo establecido las modificaciones a lo largo del tiempo que han sido reconocidas con autoridad. De ahí la necesidad de Normas Complementarias (NC) las cuales fueron aprobadas por la XXXIV Congregación General de 1995.
El texto completo de las Constituciones es de libre acceso en el sitio web de los jesuitas de Francia. Este texto es una traducción completa al francés del texto oficial en latín publicado en Roma en 1995.